# Авруцкий, Виктор Петрович
Виктор Петрович Авруцкий (1938—2019) — сотрудник советских и российских органов государственной безопасности, генерал-майор.

## Биография
Виктор Петрович Авруцкий родился 14 августа 1938 года в станице Тимашёвской Краснодарского края. В 1956 году окончил Бакинский техникум железнодорожного транспорта. Срочную службу проходил на Черноморском флоте. Демобилизовавшись, работал на различных партийных должностях. В 1970-е годы поступил на службу в органы Комитета государственной безопасности СССР.
В 1977—1987 годах Авруцкий занимал должность заместителя начальника Управления Комитета государственной безопасности СССР по Ростовской области. В декабре 1987 года был направлен в Демократическую Республику Афганистан, где занял должность заместителя руководителя Представительства Комитета государственной безопасности в этой стране. Первоначально был заместителем по кадрам, а в апреле 1988 года назначен заместителем руководителя Представительства по контрразведке, занимал этот пост до мая 1991 года. Принимал активное участие в мирных переговорах с афганскими полевыми командирами. Под его руководством было разоблачено около 60 иностранных агентов, большая часть из которых приезжала в Афганистан под видом корреспондентов, более полугода велась радиоигра с Центральным разведывательным управлением США.
Вернувшись в СССР, возглавил Управление Комитета государственной безопасности СССР по Орловской области. После распада СССР Авруцкий продолжил службу в системе Министерства безопасности — Федеральной службы безопасности Российской Федерации в качестве начальника Управления по Орловской области. В 1996 году вышел в отставку. Жил в Ростове-на-Дону. Умер 29 июня 2019 года.
Был награждён орденами Красного Знамени, Красной Звезды, двумя орденами Дружбы народов, рядом медалей, а также знаком «Почётный сотрудник госбезопасности».